# بهداد سامي
بهداد سامي مواليد 20 يونيو 1986 في إيران، هو لاعب كرة سلة إيراني. بدأ مسيرته الاحترافية في سنة 2007. يحمل الرقم 20. يبلغ طوله 6 قدم 0 بوصة (1.8 م).